# Episodi di The Tall Man (seconda stagione)
La seconda stagione della serie televisiva The Tall Man è stata trasmessa in anteprima negli Stati Uniti d'America dalla NBC tra il 9 settembre 1961 e il 26 maggio 1962.
| nº | Titolo originale       | Titolo italiano | Prima TV USA      | Prima TV Italia |
| -- | ---------------------- | --------------- | ----------------- | --------------- |
| 1  | Full Payment           |                 | 9 settembre 1961  |                 |
| 2  | The Liberty Belle      |                 | 16 settembre 1961 |                 |
| 3  | Where Is Sylvia?       |                 | 23 settembre 1961 |                 |
| 4  | The Female Artillery   |                 | 30 settembre 1961 |                 |
| 5  | Shadow of the Past     |                 | 7 ottobre 1961    |                 |
| 6  | An Item for Auction    |                 | 14 ottobre 1961   |                 |
| 7  | The Judas Palm         |                 | 21 ottobre 1961   |                 |
| 8  | The Woman              |                 | 28 ottobre 1961   |                 |
| 9  | Trial by Hanging       |                 | 4 novembre 1961   |                 |
| 10 | The Leopard's Spots    |                 | 11 novembre 1961  |                 |
| 11 | Petticoat Crusade      |                 | 18 novembre 1961  |                 |
| 12 | Time of Foreshadowing  |                 | 25 novembre 1961  |                 |
| 13 | Fool's Play            |                 | 2 dicembre 1961   |                 |
| 14 | The Legend of Billy    |                 | 9 dicembre 1961   |                 |
| 15 | A Tombstone for Billy  |                 | 16 dicembre 1961  |                 |
| 16 | Sidekick               |                 | 23 dicembre 1961  |                 |
| 17 | Apache Daughter        |                 | 30 dicembre 1961  |                 |
| 18 | Substitute Sheriff     |                 | 6 gennaio 1962    |                 |
| 19 | The Girl from Paradise |                 | 13 gennaio 1962   |                 |
| 20 | St. Louis Woman        |                 | 20 gennaio 1962   |                 |
| 21 | The Hunt               |                 | 27 gennaio 1962   |                 |
| 22 | The Impatient Brides   |                 | 3 febbraio 1962   |                 |
| 23 | Rio Doloroso           |                 | 10 febbraio 1962  |                 |
| 24 | A Day to Kill          |                 | 17 febbraio 1962  |                 |
| 25 | Property of the Crown  |                 | 24 febbraio 1962  |                 |
| 26 | Night of the Hawk      |                 | 3 marzo 1962      |                 |
| 27 | Three for All          |                 | 10 marzo 1962     |                 |
| 28 | Quarantine             |                 | 17 marzo 1962     |                 |
| 29 | The Four Queens        |                 | 24 marzo 1962     |                 |
| 30 | The Long Way Home      |                 | 31 marzo 1962     |                 |
| 31 | A Time to Run          |                 | 7 aprile 1962     |                 |
| 32 | Trial by Fury          |                 | 14 aprile 1962    |                 |
| 33 | The Frame              |                 | 21 aprile 1962    |                 |
| 34 | The Runaway Groom      |                 | 28 aprile 1962    |                 |
| 35 | The Black Robe         |                 | 5 maggio 1962     |                 |
| 36 | The Woman in Black     |                 | 12 maggio 1962    |                 |
| 37 | Doctor on Horseback    |                 | 19 maggio 1962    |                 |
| 38 | Phoebe                 |                 | 26 maggio 1962    |                 |